# Dente superbo
La locuzione latina Dente superbo, tradotta letteralmente, significa con dente sdegnoso. (Orazio, Satire, 6, 87).
È una frase figurata in cui il poeta dipinge lo sdegno col quale il topo di città mangiava alla mensa frugale del topo di campagna.